# I Love You, Man
I Love You Man é um filme de comédia romântica de 2009 escrito por Larry Levin e John Hamburg, que também dirigiu o filme. Seus protagonistas são Paul Rudd, Jason Segel, e Rashida Jones.
O filme foi lançado nos cinemas na América do Norte em 20 de março de 2009, com críticas positivas.  Mesmo com as boas críticas, I Love You, Man ficou apenas em segundo lugar nas bilheterias durante a sua semana de estreia, perdendo para Presságio. O filme foi lançado em vídeo caseiro em 11 de agosto de 2009.

## Enredo
Peter Klaven é bem-sucedido empresário imobiliário, que pede em casamento a mulher de seus sonhos, Zooey Rice, que aceita. Só que tem um problema: durante os preparativos do casamento, Peter percebe que não há amigos próximos o suficiente para serem os padrinhos do seu casamento. Então Peter resolve fazer amigos o mais rápido possível. Depois de vários "encontros bizarros", ele conhece Sydney Fife, com quem mais se identifica. Os dois rapidamente se tornam amigos, especialmente depois de descobrirem que possuem uma paixão em comum: a banda de rock Rush. Mas a partir do momento em que a amizade de Peter e Sydney cresce, mais o relacionamento de Zooey e Peter sofre.

## Elenco
- Paul Rudd como Peter Klaven
- Jason Segel como Sydney Fife
- Rashida Jones como Zooey Rice
- Jaime Pressly como Denise
- Sarah Burns como Hailey
- Jane Curtin como Joyce Klaven
- Andy Samberg como Robbie Klaven
- J. K. Simmons como Oswald Klaven
- Jon Favreau como Barry Mclean
- Rob Huebel como Tevin Downey
- Aziz Ansari como Eugene
- Nick Kroll como Larry
- Thomas Lennon como Doug Evans
- Lou Ferrigno como ele mesmo
- Joe Lo Truglio como Lonnie
- Jay Chandrasekhar como Cliente
- David Krumholtz como amigo de Sydney
- Larry Wilmore como Ministro
- Brennan Reynolds como Shirt
- Carla Gallo como amiga de Zooey
- Rush como eles mesmos

## Trilha sonora
| #  | Título                           | Intérprete              | Duração |
| -- | -------------------------------- | ----------------------- | ------- |
| 1  | "Good Times"                     | Latch Key Kid           | 2:30    |
| 2  | "Oxford Comma"                   | Vampire Weekend         | 3:15    |
| 3  | "Tom Sawyer"                     | Rush                    | 4:35    |
| 4  | "Set You Free"                   | The Black Keys          | 2:45    |
| 5  | "Lights Out"                     | Santogold               | 3:12    |
| 6  | "Soul of a Man"                  | Beck                    | 2:37    |
| 7  | "Limelight"                      | Rush                    | 4:20    |
| 8  | "Let the Good Times Roll"        | The Cars                | 3:47    |
| 9  | "Campus"                         | Vampire Weekend         | 2:56    |
| 10 | "Mr. Pitiful"                    | Matt Costa              | 2:55    |
| 11 | "Dancing With Myself"            | The Donnas              | 3:28    |
| 12 | "Waterslide"                     | The Bonedaddys          | 3:54    |
| 13 | "Limelight"                      | Paul Rudd & Jason Segel | 4:22    |
| 14 | "Ain't That a Kick in the Head?" | Dean Martin             | 2:26    |
| 15 | "Peter and Zooey"                | Teddy Shapiro           | 2:17    |
| 16 | Shut Up and Drive (Rihanna)      |                         |         |

## Galeria

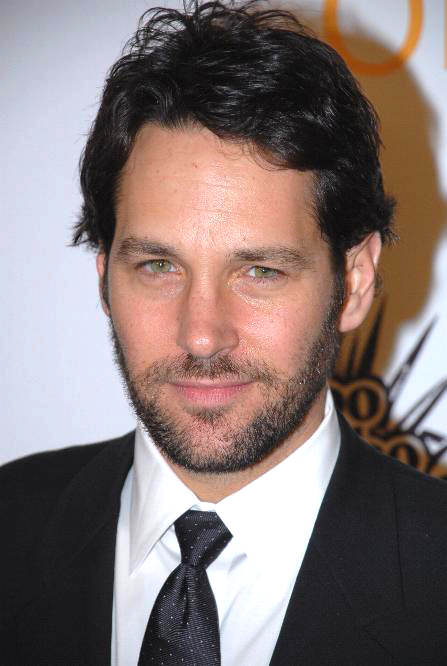
O ator Paul Rudd interpreta o imobiliário Peter.
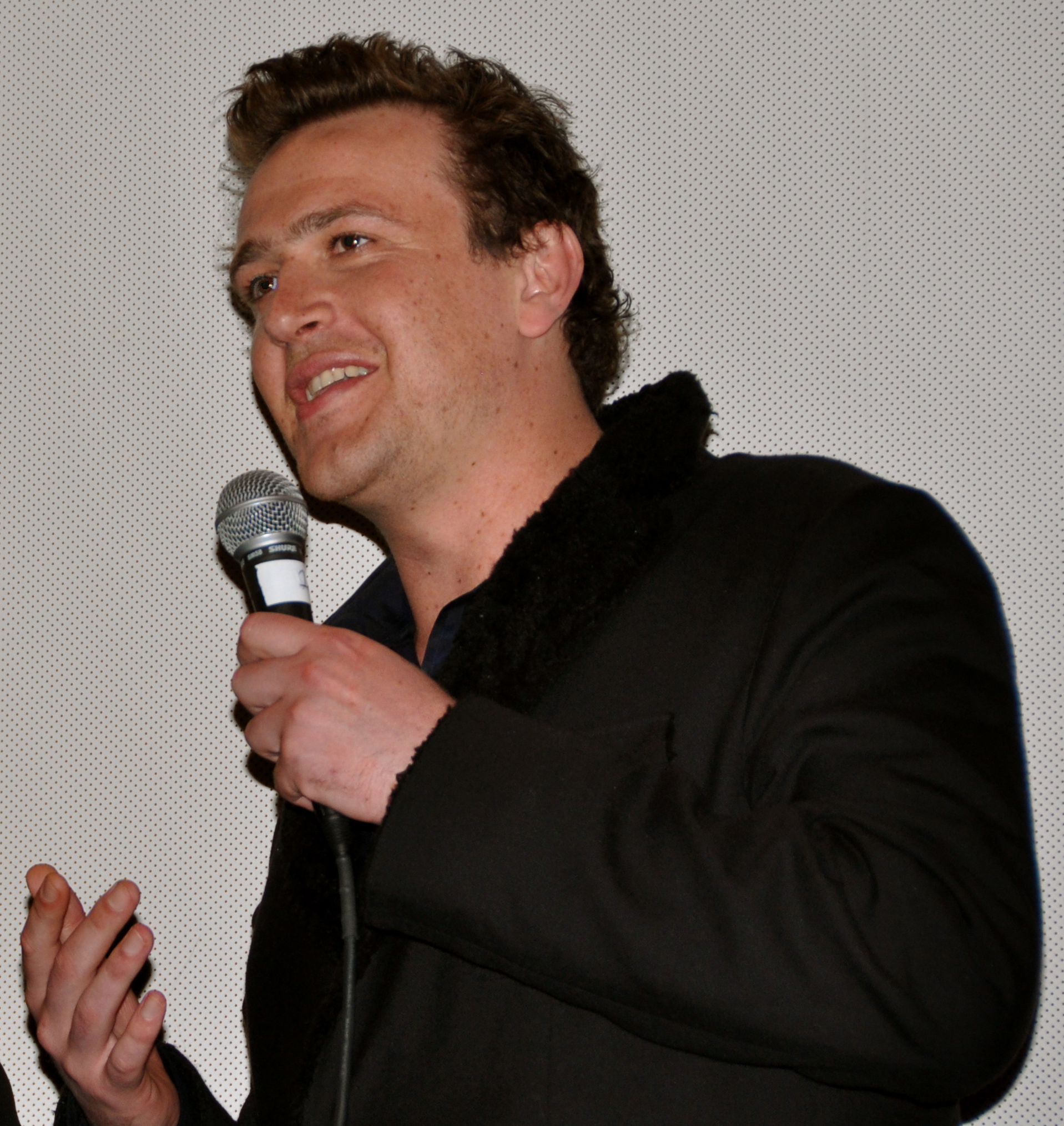
O ator Jason Segel interpreta Sydney.
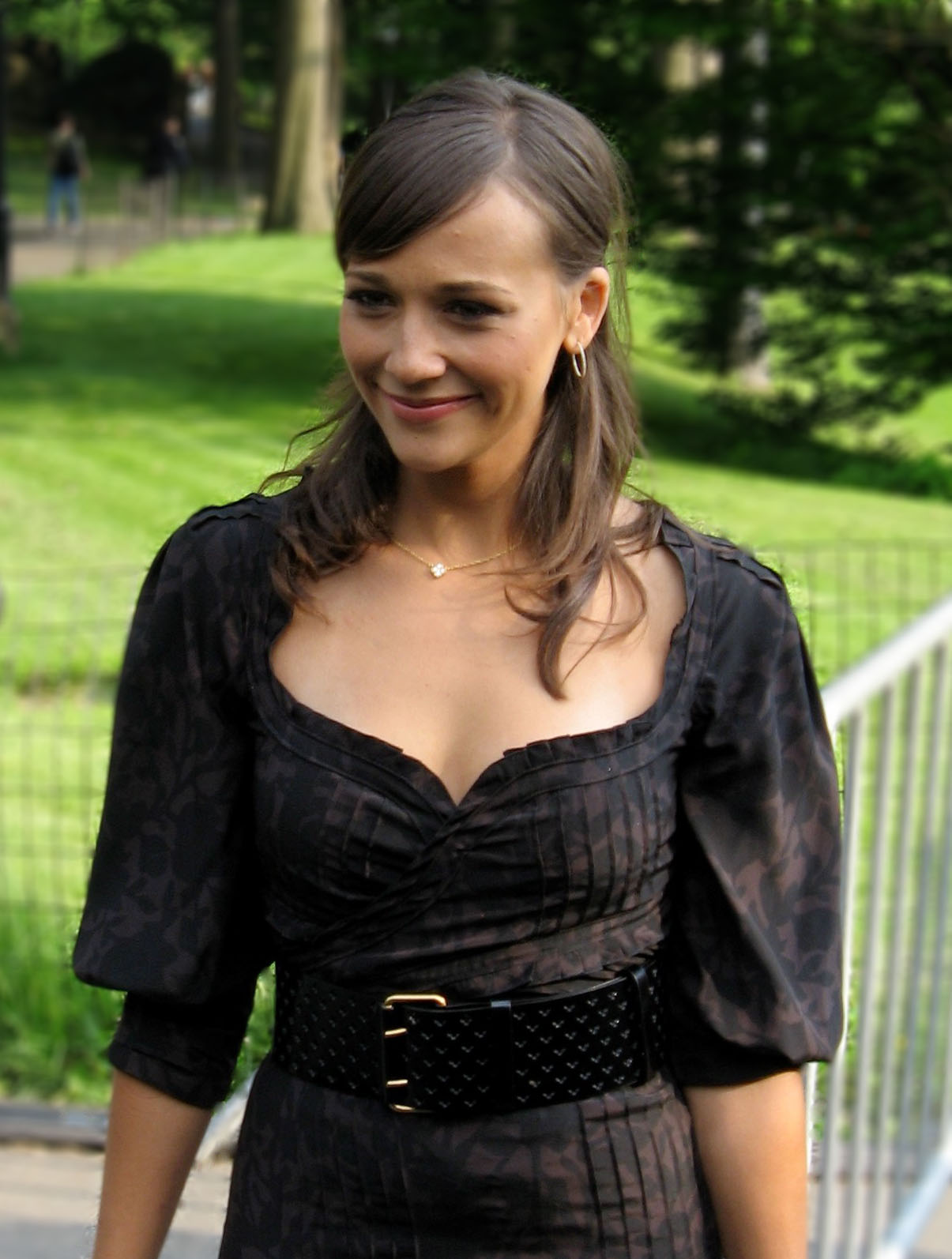
A atriz Rashida Jones interpreta a futura-noiva de Peter, Zooey.
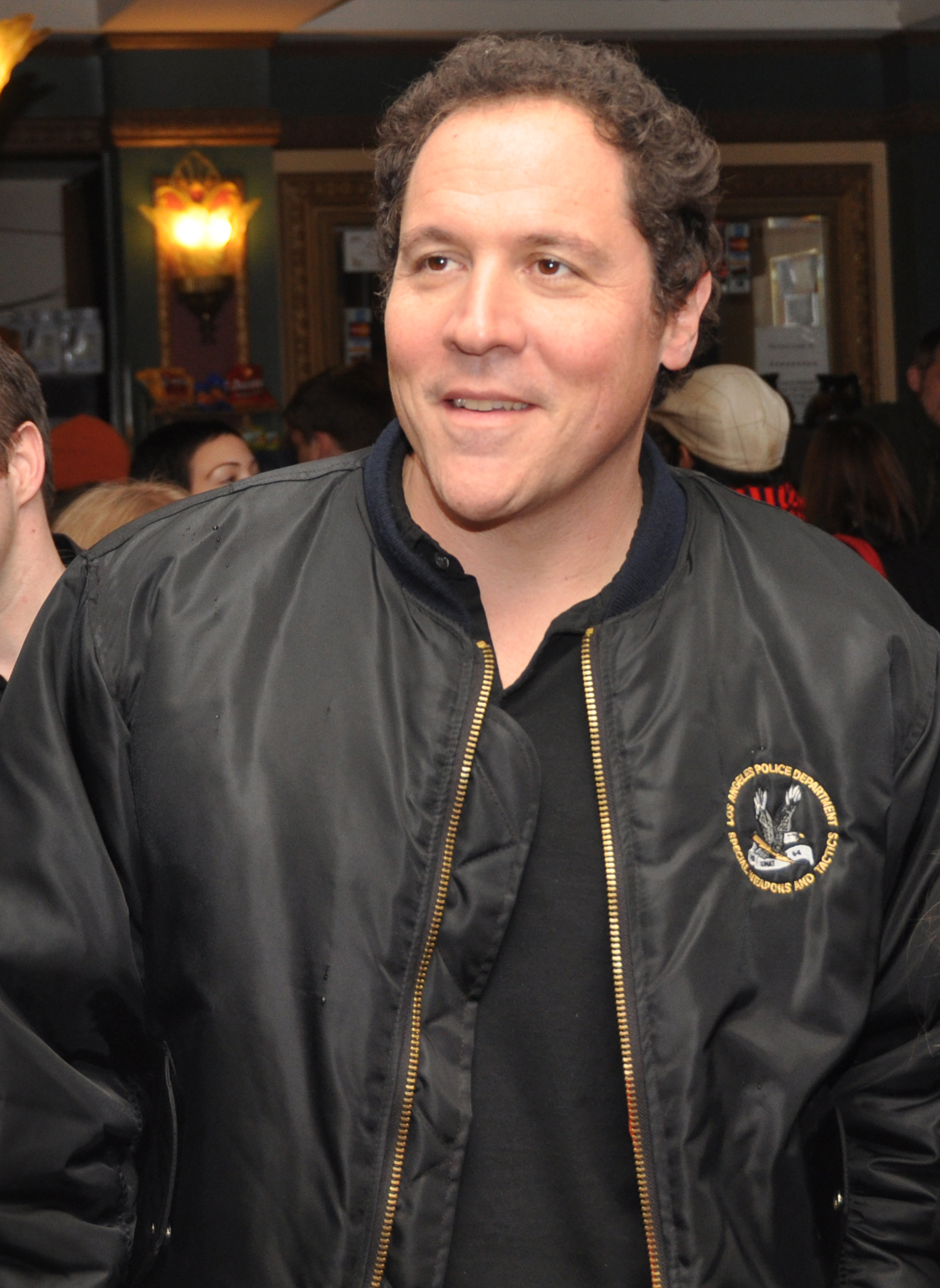
O ator Jon Favreau interpreta Barry.
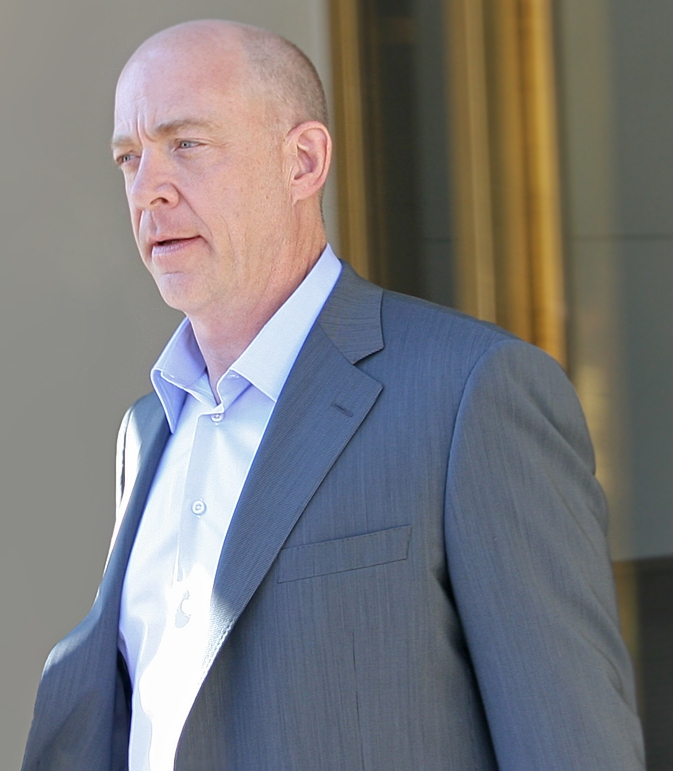
O ator J. K. Simmons interpreta Oswald.
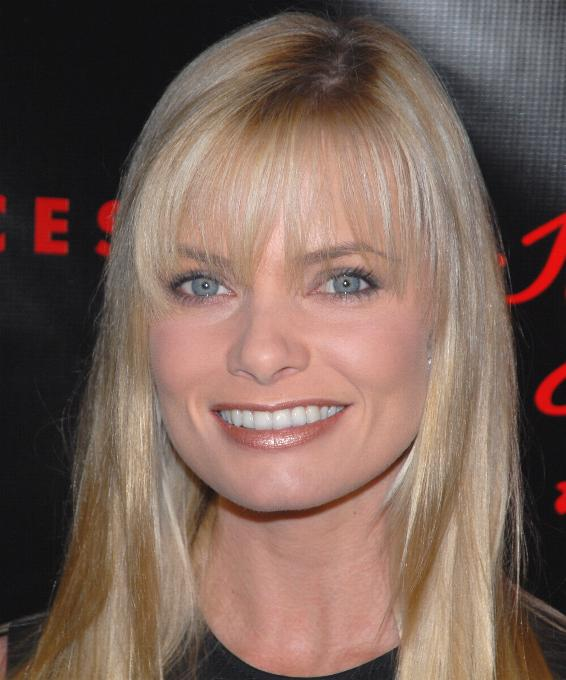
A atriz Jaime Pressly interpreta Denise.
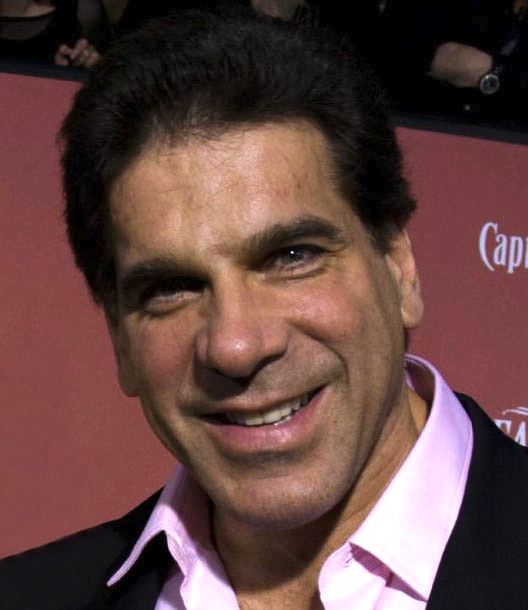
O ator Lou Ferrigno interpreta ele mesmo.

## Recepção
O Metacritic, que usa uma média ponderada, atribuiu ao filme uma pontuação de 70 em 100, baseado em 34 críticos, indicando críticas "geralmente favoráveis".